# Vittorino Morselli
Vittorino Morselli (Modena, 11 aprile 1918 – 24 marzo 1993) è stato un partigiano, avvocato e politico italiano.
Durante la seconda guerra mondiale riuscì più volte a fingersi di essere l'inesistente  sergente Farioli di Modena, rilasciando così molte false autorizzazioni per licenza o permessi e consentendo così a molti militari di scappare e arruolarsi nella Resistenza.
Tra i fondatori della Federazione Socialista di Modena, fu consigliere provinciale dal 1956 al 1969, ricoprendo l'incarico di Presidente della Provincia di Modena dal 1960 al 1970.
Nelle elezioni amministrative del 12-13 maggio 1985 a Modena viene eletto presidente del Consiglio della circoscrizione n. 1 "Centro storico - San Cataldo", fino al 12 aprile 1988.